# Dasymetopa fenestrata
Dasymetopa fenestrata är en tvåvingeart som beskrevs av Friedrich Georg Hendel 1909. Dasymetopa fenestrata ingår i släktet Dasymetopa och familjen fläckflugor.
Artens utbredningsområde är Peru. Inga underarter finns listade i Catalogue of Life.